# Quốc kỳ Ethiopia

Quốc kỳ Ethiopia

Quốc kỳ Ethiopia (tiếng Amhara: የኢትዮጵያ ሰንደቅ ዓላማ) có ba vạch ngang, theo thứ tự: trên cùng là xanh lá cây, ở giữa là vàng, và dưới cùng đỏ trời.
Quốc kỳ của Ethiopia đã được thông qua vào ngày 31 tháng 10 năm 1996. Nó phù hợp với các tiêu chuẩn quy định tại Điều 3 của Hiến pháp năm 1995 của Ethiopia. Tuy nhiên, đường kính đĩa trung tâm tăng lên so với lá cờ của từ ngày 6 tháng 2 đến ngày 31 tháng 10 năm 1996.  Ba màu sắc truyền thống của màu xanh lá cây, màu vàng và đỏ có từ Iyasu V (trị vì 1913-1916) Cờ và biểu tượng hiện tại được thông qua sau khi đánh bại chế độ Marxist Derg của Ethiopia (nắm quyền từ năm 1974 đến năm 1991). Biểu tượng này nhằm đại diện cho tính đa dạng và thống nhất của đất nước. Màu xanh đại diện cho hòa bình, ngôi sao thể hiện sự đa dạng và thống nhất, và các tia mặt trời tượng trưng cho sự thịnh vượng. Màu xanh lá cây nhớ lại vùng đất, màu vàng là sự yên bình và hy vọng, màu đỏ tượng trưng cho sức mạnh.